# Hamer en sikkel

Het hamer-en-sikkelsymbool

De gekruiste hamer en sikkel zijn het bekendste symbool van het communisme. Ze symboliseren de eenheid van arbeiders (de hamer) en boeren (de sikkel) in de strijd tegen het kapitalisme en grootgrondbezit.
In 1918 verschenen de hamer en sikkel voor het eerst op het embleem van de Russische Socialistische Federatieve Sovjetrepubliek. In 1922 verscheen het symbool ook op de vlag van de Sovjet-Unie, samen met de rode ster. Daarnaast werd soms een variant gebruikt, de hamer en ploeg.
Unicode ondersteunt het symbool: ☭ (U+262D).